# Gloydius intermedius
Espèce
Synonymes
- Trigonocephalus intermedius Strauch, 1868
- Agkistrodon blomhoffi intermedius (Strauch, 1868)

Gloydius intermedius est une espèce de serpents de la famille des Viperidae. 

## Répartition
Cette espèce se rencontre :
- dans le nord-ouest de l'Afghanistan ;
- en République populaire de Chine ;
- dans le sud-est de la Russie ;
- dans le sud du Turkménistan ;
- dans le sud-est de l'Azerbaïdjan ;
- dans le nord-ouest de l'Iran.

## Description
C'est un serpent venimeux.

## Publication originale
- Strauch, 1868 : Trudy Perv. Siezda Russ. Yestestv. Zool., vol. 1, p. 294.